# Sean Hollander
Sean Hollander (Lake Placid, 11 febbraio 2000) è uno slittinista statunitense.

## Biografia

### Carriera sportiva
Fece la sua prima esperienza su una slitta all'età di dieci anni in un programma doposcolastico insieme alle sue sorelle sulla pista di Lake Placid.

#### Stagioni 2016-2020
Iniziò a gareggiare per la nazionale statunitense nel singolo nella categoria giovani, prendendo parte alla Coppa del Mondo di categoria nel 2015/16 terminata al trentaduesimo posto in classifica finale, partecipò inoltre ai campionati mondiali juniores di Winterberg 2016 in cui si piazzò trentaduesimo; l'annata seguente fu decimo in classifica di Coppa e trentunesimo nella competizione iridata juniores di Sigulda 2017.
La stagione successiva disputò esclusivamente il circuito junior, giungendo al diciassettesimo posto in Coppa del Mondo, mentre ai mondiali di Altenberg 2018 concluse ventiquattresimo nel singolo e settimo nella prova a squadre; l'anno dopo terminò al diciottesimo posto la classifica di Coppa e nella rassegna iridata di Innsbruck 2019 ottenne la tredicesima piazza nel singolo e la quinta nella staffetta. 
Nella stagione seguente fece il suo debutto anche nella specialità del doppio, insieme a Michael O'Gara, concludendo le graduatorie di Coppa del Mondo al quarto posto nel doppio ed al decimo nel singolo, mentre ai mondiali di Oberhof 2020 giunse dodicesimo nella prova individuale e sesto in quella biposto; sempre in quello stesso anno fece il suo debutto nella categoria maggiore prendendo parte alla tappa finale di Coppa del Mondo, a Schönau am Königssee il 1º marzo 2020, giungendo ventitreesimo nel singolo e classificandosi in quarantaquattresima posizione nella graduatoria generale.

#### Stagioni 2021-2025

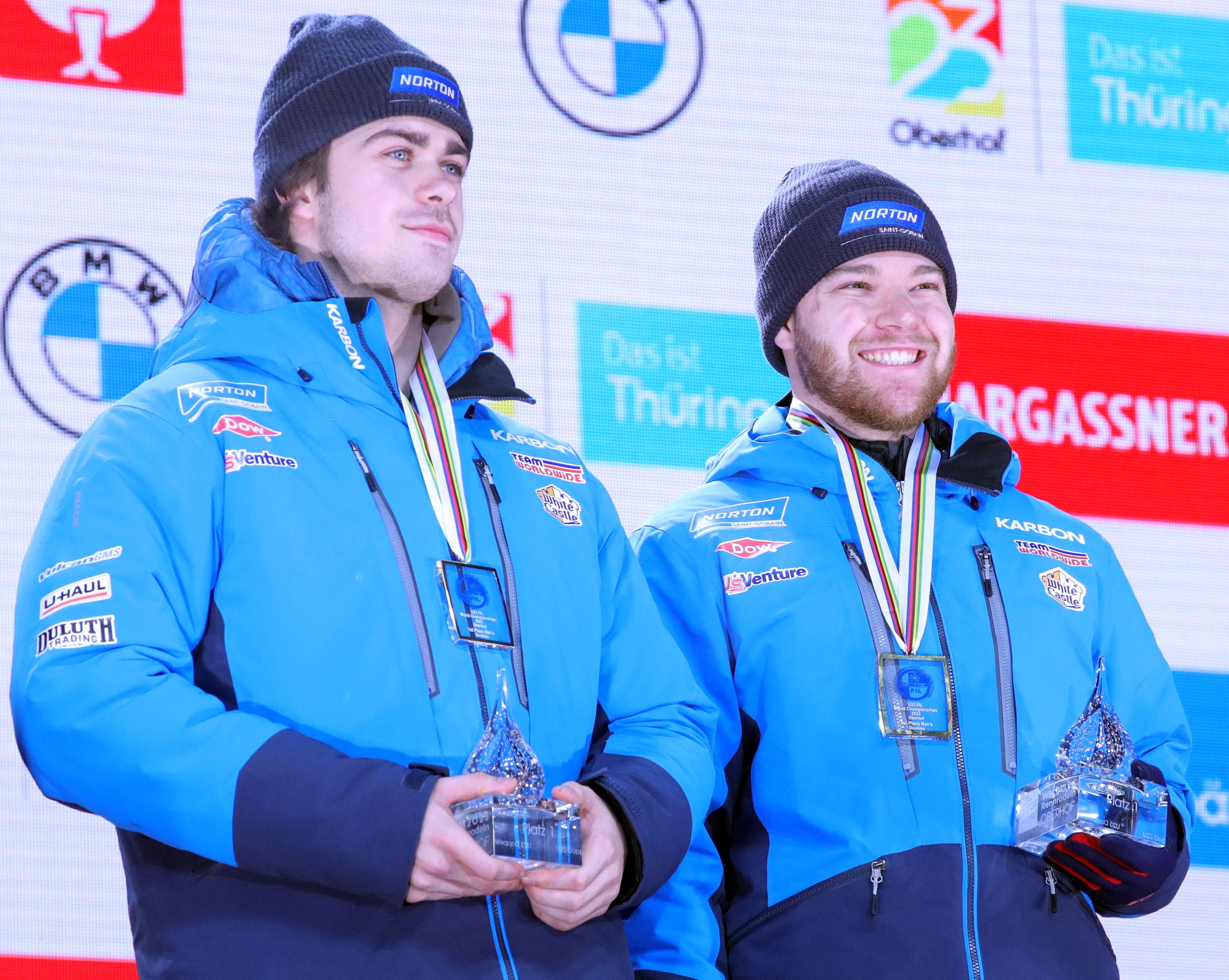
Hollander (a destra) e DiGregorio sul podio dei mondiali under 23 di Oberhof 2023.

Nell'annata 2020/21 abbandonò la specialità del singolo per dedicarsi esclusivamente a quella biposto in coppia con Zachary DiGregorio, ma non partecipò a competizioni internazionali: saltò la prima parte della stagione come conseguenza della decisione della Federazione statunitense, che non mandò i propri atleti in Europa per le prime quattro tappe di Coppa del Mondo con l'intento di salvaguardarne la sicurezza a causa della pandemia di COVID-19, ma anche nella seconda parte, quando i suoi compagni di nazionale ripresero a gareggiare, rimase in patria ad allenarsi con il suo nuovo partner di doppio. L'anno successivo si classificò al ventiseiesimo posto in Coppa del Mondo, giunse quarto ai campionati pacifico-americani di Soči 2022 e riuscì a qualificarsi per i Giochi olimpici invernali di Pechino 2022, ottenendo l'unico posto per il doppio a disposizione per la squadra degli Stati Uniti in una lotta a tre protrattasi fino all'ultimo: il regolamento della federazione nordamericana prevedeva infatti che se nessuna coppia avesse raggiunto almeno uno dei tre livelli di qualificazione previsti entro la tappa di Sigulda, sarebbe stata proprio la prova di Nationcup disputata sulla pista lettone a decretare chi avrebbe preso parte alla rassegna olimpica; in quella occasione DiGregorio e Hollander riuscirono a sopravanzare di una posizione il doppio formato da Dana Kellogg e Duncan Segger e soprattutto quello dei favoriti Christopher Mazdzer e Jayson Terdiman, che a causa di un errore non riuscirono a portare a termine la prova. Alle Olimpiadi cinesi ottenne l'undicesimo posto nel doppio ed il settimo nella prova a squadre.
La stagione seguente conquistò il suo primo podio in Coppa del Mondo, l'8 gennaio 2023, concludendo in terza posizione la gara a squadre a Sigulda e chiudendo quell'edizione in nona piazza nella graduatoria finale; vinse il titolo ai campionati pacifico-americani di Park City 2023, mentre ai mondiali di Oberhof 2023 giunse settimo nel doppio, decimo nella prova sprint e quinto in quella a squadre e colse inoltre la medaglia d'oro nella speciale classifica riservata agli under 23. Nel 2023/24 conquistò la sua prima vittoria in Coppa nella specialità biposto, l'8 dicembre 2023 nella tappa inaugurale di Lake Placid, terminando poi in settima posizione nella classifica generale, raggiunse la seconda piazza nel torneo continentale di Whistler 2024 ed in quello iridato di Altenberg 2024 fu ventunesimo nella prova del doppio e tredicesimo in quella del doppio sprint.
Nel 2024/25 giunse decimo nella graduatoria di Coppa del Mondo ed ai campionati mondiali di Whistler 2025 colse la decima posizione nel doppio e la quarta nella neonata specialità della staffetta mista doppio, insieme a DiGregorio ed alle connazionali Chevonne Forgan e Sophia Kirkby.

## Palmarès

### Pacifico-americani
- 2 medaglie:
  - 1 oro (doppio a Park City 2023);
  - 1 argento (doppio a Whistler 2024).

### Mondiali under 23
- 1 medaglia:
  - 1 oro (doppio ad Oberhof 2023).

### Coppa del Mondo
- Miglior piazzamento in classifica generale di Coppa del Mondo nel singolo: 44° nel 2019/20.
- Miglior piazzamento in classifica generale di Coppa del Mondo nel doppio: 7° nel 2023/24.
- 8 podi (1 nel doppio, 7 nelle gare a squadre):
  - 1 vittoria (nel doppio);
  - 1 secondo posto (nelle gare a squadre);
  - 6 terzi posti (tutti nelle gare a squadre).

#### Coppa del Mondo - vittorie
| Data            | Luogo       | Paese       | Disciplina                    |
| --------------- | ----------- | ----------- | ----------------------------- |
| 8 dicembre 2023 | Lake Placid | Stati Uniti | Doppio con Zachary DiGregorio |

### Coppa del Mondo juniores
- Miglior piazzamento in classifica di Coppa del Mondo juniores nel singolo: 10° nel 2019/20.
- Miglior piazzamento in classifica di Coppa del Mondo juniores nel doppio: 4° nel 2019/20.

### Coppa del Mondo giovani
- Miglior piazzamento in classifica di Coppa del Mondo giovani nel singolo: 10° nel 2016/17.